# マカロニほうれん荘
『マカロニほうれん荘』（マカロニほうれんそう）は、鴨川つばめによるギャグ漫画作品。『週刊少年チャンピオン』（秋田書店）において1977年から1979年まで連載された。続編作品の『マカロニ2』についてもこの項目で扱う。

## 概要
「都内の高校に入学してきた主人公が、同じクラスに在籍し、下宿も同じという2人の落第生により学校の内外で引き起こされる様々な騒動に毎回悩まされる」というのが基本的なストーリー。2人が騒ぎを起こす際、毎回様々な着ぐるみやコスチュームに身を包み、往年に（あるいは同時期に）人気だった特撮作品のキャラクターなどに変身したり、またそれらに対して周りの人々も同じように別のコスチュームになって様々な手法でツッコミを行ったりするなど、現代では普通に使われる手法ではあるが、1970年代としては画期的な過剰なまでのファッションショー的演出が特徴である。
基本的には「ほうれん荘」の住民と、その周りを取り巻く人々の日常生活を中心に描いているが、たたみかけるような不条理ギャグの中には、連載当時の歌やCM、特撮を中心としたサブカルチャーなど、当時の世相を反映したネタも数多くあり、シンデレラなどをモチーフにしたミュージカル的な話や刑事ドラマ仕立ての話、更には第二次世界大戦中の世界を舞台にした1話読み切りの話など、ストーリーがバラエティーに富んでいる。特に戦争物に登場する兵器の考証は、同時期の他のシリアス戦争漫画に勝るマニアックさであり、馬之介初登場の回では戦争劇画で有名な小林源文のデビュー作『クリストローゼ』のパロディまである。これらのネタ風は本作が初であり、新しいギャグ漫画として衝撃を与えた。徹頭徹尾破壊的なスラプスティックの連続で、主役の2人はほとんど常識が通用しない超常的なキャラクターだが、片方だけがボケに回るとき、馬之介が登場するときなどは、1話の半分程度は周囲の人々とまともな会話が続くこともあり（ただし、その長さが限界）、そうした際などは、ほのかに青春漫画的な味わいも醸し出す。扉絵や大ゴマのグラフィックなセンスも大きな特徴である。
鴨川の弁によれば、少年チャンピオン掲載当初は編集長の壁村耐三以外、他の編集部員は全員連載に反対していたという。また、編集長の壁村自身も「お前のマンガはオレにはわからん」と語っていた。

### 呪われた夜
読み切りが好評を博して連載・人気作品となる例は多いが、当作にも原型となった、『呪われた夜』という読み切り作品が存在する（週刊少年チャンピオン1977年4月15日増刊号掲載）。ストーリーは実在の団体・事件であった新撰組の討ち入りをギャグ漫画にしたもの。ギャグの内容も『マカロニ』と比べ一歩おとなしいが、それでも当時の他のギャグ漫画と比べると、絵・話ともに斬新な作風であった。その他の『マカロニ』との違いは主に以下の通り。
- 3人の名前が沖田総司・近藤勇・土方歳三と、実在の人物と全く同じ。
- 土方（ひざかた）がひし形の口を使わない。
- 総司（そうじ）が2人を懲らしめる役でなく、3人一緒にふざけている。
- 『マカロニ』で登場したお約束の演出（トシちゃんの「ちょー」、きんどーさんのおカマ言動）などは全く使われていない。

### 増刊号の番外編
当時の「チャンピオン」は増刊号として、『マカロニ』とその他の作品一本（カップリングは『ドラネコロック』や『らんぽう』など）の総集編を時々発行していたが、その巻頭では鴨川が通常の連載（週刊の『マカロニ』と月刊の『ドラネコ』）に加え、オール16ページ4色カラーという、今考えても豪華な描き下ろしを発表していた。一本目の「逮捕して下さいませ!!」は刑事ドラマのパロディだったが、二本目の「巨大なる戦場!!」からは鴨川お得意の戦争もののパロディとなった。後期からは両作のキャラクターがスター・システム的に敵味方入り乱れてキャストされた番外編となった。絵・話・人気とも、鴨川漫画の完成度がピークだった頃を代表する作品となっている。少年チャンピオンコミックスには全話収録されている。

### 連載終了後
単行本は全9巻が30以上の重版が行われ刊行され続けている。連載時には増刊号での掲載もあったため、単行本はいずれの版でも連載時の話数・時系列がバラバラに収録されている。また、連載末期の話5本は未収録となっている。これは、著者自身ものちに書籍「消えたマンガ家」などで語っているが、過労で体を壊したことよって原稿を仕上げる体力と気力が失われ、手描きによるきわめて雑な絵柄、マジックインキで書きなぐった背景など、その質に問題があるためではないかと考えられている。他に豪華版全3巻と文庫版全3巻があるが、作者自身による傑作選とのことでダイジェスト版的な内容となっており、収録されていない話が多い。
鴨川のトラブルを象徴する出来事として『消えたマンガ家』のインタビューでは、辞めさせて欲しいと頼むが編集部と喧嘩になり、やむを得ず二週間休載したという言及がある。これはチャンピオン・コミックスでは6巻の部分にあたり、「愛のカクテルコーヒー!!」のラスト一段にコマが無くカットでごまかしているのは、当時「過労で胃腸をこわして（もちろん前述通り仮病である）二週間休載」という告知、続く「愛と微笑の世界!!」の冒頭できんどーさんが「しばらくぶりだったわね。元気?」と意味深な台詞を語っているのは、休載を受けての演出である。またこの「愛と微笑の世界!!」を境目に、絵も話も、読者に受け入れにくい変化が始まっていく。
1980年には、続編となる『マカロニ2』の連載が同じ「週刊少年チャンピオン」誌上で始まるが、約3ヶ月で連載は終了し、単行本全1巻が刊行されている。更に後、「週刊少年キング」（少年画報社）誌上で連載していた『AAO（エイエイオー）』の途中で、女子から送られてきたファンレターの内容に突如発奮した作者は、それまでのキャラクターを放棄し、いきなり本作のキャラクターを使った続編を、AAOのタイトルそのままで開始した。しかし結局かつての輝きを取り戻せぬままこちらの連載も終了し、単行本化されていないためにこの事はあまり知られていない。また1980年代後半の『少年探偵そうじ君』、1994年の四コマ『楽しい廻し蹴り』にも本作のキャラが登場した。
1995年には3DO、Win95、Classic Mac OSでテレビゲーム化されている。連載直後から何度かテレビアニメ化の噂も出たものの、実現はしていない。連載中の1978年に、TBSラジオの『夜はともだち』内の「ラジオ劇画」にてチャンピオン連載作品を次々にラジオドラマ化、本作もその一つとなっており、テアトル・エコー所属の声優により声があてられている。
2011年2月19日、テレビ朝日で放送された『マンガみたいな!!ミラクル映像博覧会』での、コーナー紹介のイラストに当作品のキャラクターたちの原画が使われている。
2014年11月28日、初めての電子書籍化。ただし連載終了後に刊行された豪華版が元である。1巻と2巻には未公表のカラーイラスト、3巻には単行本未収録のエピソード（全5話分）の内の1話（第115話「ニコニコ大戦争!!」）が収録された。
2018年、長年の沈黙を破り、初の原画展となる「マカロニほうれん荘展」が秋田書店主催のもと東京・中野ブロードウェイ、大阪・あべのandにて開催。連載当時の原画約150～200点とイベント用に描き下ろされた近作イラストなどが展示された。秋田書店の編集者によれば、2011年の東日本大震災以降、鴨川に心境の変化があったとされ、社会の中核を担う世代に成長した当時の読者たちに「大変な世の中だけど、少しでも元気になってほしい」という鴨川の願いから原画展の企画が実現したのだという。
現在に至るまで鴨川作品は絶版になることなく定期的に重版が繰り返されており、とくに当作品の重版は40版にものぼる。コミックスの累計発行部数は電子書籍なども含めて573万部。
2020年7月現在、「マカロニほうれん荘」という名前の建物が8軒実在する。

## ストーリー
主人公の沖田そうじは、都内の高校「ピーマン学園」に入学した1年生。その入学式の日、校庭で同学園のOBらしき2人組を目撃する。式が終了して教室に入ると、なぜかさっきの2人組が教室の中にいた。実は2人は同学園の究極の落ちこぼれ、落第生として学園内で知らない者はいない金藤日陽と膝方歳三であった。「あんな人たちと同じクラスだなんて…」と落ち込みながらも、そうじは学校終了後、下宿先となるアパート「菠薐荘」（ほうれん荘、設定上の所在地は「杉並区井草」方面）へと向かう。そこで管理人の娘である姫野かおりから、このアパートに住んでいる"変な2人"の存在を教えられ、「絶対に関わらないように」という注意を受ける。そして2人で部屋へと向かうと、その部屋の中に勝手に入っていたのは何とその"変な2人"だった。こうして、沖田そうじと落第生2人組による奇妙な同居及び学園生活は幕を開ける。

## 登場人物
各キャラクターの常套句の引用元として、秋田書店刊 少年チャンピオン・コミックスの初出ページを（）書きで示す。

### 主人公の3人
沖田 総司（おきた そうじ） - 通称「そうじ」
本編の主人公で、ピーマン学園1年生。名前は新選組一番隊組長沖田総司に因む。美術部と風紀委員会に所属。真面目で頭が良く、ハンサムな立派な高校生ではあるが、少々優柔不断でお人好しなところがある。落第2人組の巻き起こす騒動に毎回悩まされている。しかし怒ったときの迫力は2人をはるかに凌ぎ、2人の悪ふざけが過ぎたときのツッコミ役でもある。なお『マカロニ2』では、目がキラキラした星目となり、主人公の座を降りて登場回数が減っている。美術教室に通っている場面がある。益田弘美（後述）との交際は順調な模様。決めゼリフは、「もーいや！こんな生活！」後期では「しかし！」。
金藤 日陽（きんどう にちよう） - 通称「きんどーさん」、自称「きんどーちゃん」
ピーマン学園落第24回生で40歳、という設定だが、後述のクマ先生と同じ大学の法学部に在籍していた（本人曰く「落第したから高校に戻った」）とも語っている。元々は膝方さんと共にそうじの隣の部屋に住んでいたが、いつの間にか二人揃ってそうじの部屋に居ついてしまう。勉強をすると膝方さんと一緒に憔悴してしまうが、頭は良い方でほうれん荘の天井裏で「乙女の父B」という強力な下剤を開発するほどの腕をもっている。一人称は「あたし」で「あらあら」「やーねぇ」など常に女性言葉を使用しており女装姿も多いが、れっきとした男性である。連載開始時に膝方さんと頭ひとつ程度の身長差だったのを例外に、徐々に縮んで半分ぐらいにまでなってしまった小柄な体型と大きな唇がトレードマーク。普段はわがままで自己中心的な性格だが、そうじがピンチに陥った時（特に恋愛関係で）には膝方さんと一緒に助け舟を出すなど、時折優しい一面も見せる。お金に執着が強く、おかしな商売を思いついては一攫千金を目論むが、成功したためしがない。「おー、おっほ」（1巻143ページ）という掛け声で踊る「ゴリラダンス」を得意とする（作中でレッスンまでしている）。結婚をして落ち着けば悪ふざけをやめるのでは、との周囲の思惑から、お見合いをしたこともあるが、女性同士（？）として意気投合してしまって成立しなかった。美智子という娘がいた。なお、名前の読みは「金・土・日曜」に因んでいるが、キャラクターのモチーフは新選組局長近藤勇に因む。決めゼリフは、「うひょひょひょひょ」。
膝方 歳三（ひざかた としぞう） - 通称「ひざかたさん」「トシ」等様々、自称「トシちゃん」
ピーマン学園落第10回生で25歳。名前は新選組副長土方歳三に因む。父は火星人、母はオーストラリア大ミミズ（見た目はカンガルー）。背が高く、常に身につけているサングラスと口ひげがトレードマークで、サングラスを外したときの素顔はきんどーさんですら知らない。「カマキリ拳法」（モチーフは蟷螂拳）を基本とする武道全般を嗜み、超人的な身体能力を誇る。きんどーさん曰く、全運動部のOBとのこと。普段はクールな二枚目だが、おどけると口が菱形になる。この作画技法はこれ以降、漫画やアニメでは一般的な表現となった。頭に衝撃を受けると7人ないしそれ以上に分身してしまう。ある意味、同作品内で最も人間離れした存在だが、きんどーさんと違ってお金に執着せず、まっとうな方法で生活費を稼ぐ常識性も併せ持っている。決めゼリフは、「トシちゃん感激！」。
また後述の七味とうがらしとは同一人物である。

### 主要キャラクター
姫野 かおり（ひめの かおり）
菠薐荘（）の管理人の娘で23歳。喫茶店「アップルハウス」を経営している。母親の名前はまり子。趣味は空手でかなり腕も立ち、ルミ子に絡んでいたチンピラ数人を1人で叩きのめした事もある。基本的には優しい性格なのだが、家賃もコーヒーのツケもたまり放題のきんどーさんとひざかたさんに対しては怒りを炸裂させることがしばしばある。特に膝方さんに対しては非常に厳しい態度を取るが、最終話近くにその真意が自らの口から語られる事となる。また、弘美に対しては優しいが敦子に対してはかなり嫌悪感を持っている。
後藤 熊男（ごとう くまお） - 通称「クマ先生」
そうじたちのクラスの担任教諭で、年齢はきんどーさんと同じ40歳。家族は妻ゆかりと長男熊太郎。ごく平凡な高校教師だが、異様にノリがいい性格が災いし、きんどーさんとひざかたさんに毎度の如く授業を妨害・破壊されてしまう可哀相な存在。激昂や周囲からの冷やかしなどにより、絶叫しながらコスプレやオカマの格好でストリップショーまがいのパフォーマンスをすることが多い一方で、二人組と共にハードロックを演奏したりもする。困ったときの口癖「ノオッ」から「苦悩する中年、ミスターノォ」「戦慄のハードロッカー、ミスターノォ」、またコスプレ癖から「チューリップ熊美」などと呼ばれる。きんどーさんたちに酷い目に遭わされた際、毎回自殺しようとするが単なるポーズで、しばらくすると元に戻る。
また、少年野球の審判やラジオ体操の指導員を務めるなど、町内活動にも旺盛。
八千草 文子（やちぐさ あやこ）
ピーマン学園の女性教諭。赴任時に教室が絶句するほどの美人として描写されている。物語の前半では「か弱い新人教師」というイメージだったが、後半では凛々しい姿に成長し、特に5組の不良生徒達の更生に尽力する。学校内で膝方さんが（一目ぼれしたこともあり）最も苦手とする人物であり、さすがの彼もこの人にだけは頭が上がらない。
益田 弘美（ますだ ひろみ）
そうじの彼女で同級生。おとなしく少し真面目すぎる性格のため、2人の行動には全くついていけない。ある意味、最もまともなキャラクターとも言える存在。秘密にするという約束でそうじとつきあっていたが、きんどーさんたちが嗅ぎつけて公表されてしまい、そうじが漏らしたと思いこんで一度別れるもやはり忘れられず、自分から仲直りを申し出て、よりを戻した。その後も中嶋姉妹に妨害されるも、かおりの励ましなどもあり試練を乗り越えた。『マカロニ2』ではそうじと順調に交際している。
中嶋 敦子（なかじま あつこ）
そうじを慕う同級生。暴力団の組長の娘で、お嬢様育ちのため我侭かつ性悪。弘美に振られた後のそうじに、勉強を教えてもらったりと色々とアプローチし、既成事実を作り無理矢理恋人になろうとしたが、落第2人組に邪魔され失敗する。また、かおりからも非常に嫌悪感を持たれている。弘美がそうじとよりを戻した後も、そうじを略奪しようと様々な作戦を仕掛けるが、いずれも失敗に終わる。最終的に美人局でそうじを拉致しようとするも、落第2人組に馬之介も加えた3人に阻止され、そうじからは完全に振られるも、あきらめきれないようで、８巻の美術の時間でもそうじにアプローチして弘美ににらまれる。『マカロニ2』では最終回だけ登場。
中嶋 麻美（なかじま あさみ）
中嶋敦子の妹。小学生だがませており、姉同様そうじを慕う。小学生らしからぬ情熱的なアプローチを試みて思わぬ騒動を招き、そうじ本人に諭されるが諦めきれない様子。恋敵でもある姉とは仲が悪い。尤も、姉よりはもの分かりが良く、終盤、そうじに正面から諭され、涙ながらにそうじを諦めた後は普通の女の子になる。『マカロニ２』にはロリコンに惚れられる少女として登場する。
前田 馬之介（まえだ うまのすけ）
物語の前半と後半で、見た目が全く異なるキャラクター。名前は新選組平隊士の1人である上田馬之助に因んでいる。いつも垂らしている鼻水がトレードマーク。登場当初は極端にウスノロでだらしない男として、きんどーさんをブチキレさせるキャラでしかなかったが、「なんだ馬の介」として再登場して以降、次第にトボケながらも抜け目のないキャラクターに変貌。主役級の地位を確立していった。脚の関節を逆転させてバッタのポーズで跳び回る技を得意とする。『マカロニ2』では、きんどーさん、ひざかたさんと共に「主人公トリオ」の1人となる。
斎藤 ルミ子（さいとう るみこ）
「女子大生トリオ」の1人で、短大の1年生。少女趣味で空想家。「キャイーン」「〜ですわん」と非常に特徴のある話し方をする。
作中では軍歌を歌っているシーンが多くみられる。通称は「ルミちゃん」、「ルミたん」など。一見おちゃらけているようにも見えるが、ひざかたさんの為に洗濯や炊事を行うなどしっかりした面を見せる事もある。また、自分の勘違いが原因でそうじに迷惑をかけたことを知ると、謝罪のため髪を切り、きんどーさんを感動させている。ひざかたさんを一途に慕い、女子大生トリオの中では最も積極的にアプローチをしてくるが、報われないことが多い。
中野 そう子（なかの そうこ）
「女子大生トリオ」の1人で、短大の2年生。黒髪ロングで前髪が長く右目が隠れるのが特徴。ルミ子同様、ひざかたさんを一途に想っているものの、アプローチでは一歩出遅れている模様。レズっ気があり、抜け駆けを繰り返すルミ子を度々ベッドで泣かせている。かおりと容姿が似ているが同様に戦闘力も高く、きんどーさんの攻撃を余裕であしらったこともある。『マカロニ2』では前髪はそのままにセミロングのボブに変わっている。
白水 由紀子（しらみず ゆきこ）
「女子大生トリオ」の1人で、短大の2年生。最初は前述の2人同様にひざかたさんを慕っていたが、後に「フィーリングが合ったから」と藤田弘という名前の全く別の男性と電撃結婚して皆を驚かせた。『マカロニ2』では赤ん坊の娘の母として登場する。
伊達 兄樹（だて あにき） - 通称「アニキ」
「テディ・ボーイ・ギャング団」のリーダー格。弟分の森田・沢松と共に、昼間はアルバイトに精を出し、夜は場末の酒場のステージに立つ。夢はバンドの大スター。だが実際の評判はイマイチで、実現にはいまだ遠い模様。安アパートの一室に3人で同居している。また、「恋人」と自称するミルキーという女性に付きまとわれているが、本人は嫌っている模様。登場当初は単なるチンピラとしてしか描かれていなかったが、後半にはそうじと弘美の仲を裂くよう依頼してきた敦子を諌めたり、花見のパーティーを主催してそうじと弘美を誘ったりするなど、気のいい一面ものぞかせるようになる。
森田 和広（もりた かずひろ）
「テディ・ボーイ・ギャング団」の1人。金髪のリーゼントがトレードマークで、顔立ちがそうじに似ている。主に暴走しかけるアニキを諌める役回りが多い。
沢松 英二（さわまつ えいじ）
「テディ・ボーイ・ギャング団」の1人。顔立ちがいかつい。主に失敗してしまったアニキの尻拭いをするという、損な役回りが多い。また、余計な一言も多い。
ススキ 小次郎（ススキ こじろう）
ひざかたさんのライバルを自称する武道家で、「ネズミ流空手」の使い手。名前はもちろん佐々木小次郎に因んでいる。主人公トリオと一緒にピクニックに来ていたかおりに一目惚れし、「かおり姫」と呼んで恋焦がれている。ひざかたさんとは武道のライバルで、出会った時には戦う宿命である（と本人たちは決め込んでいる）。
七味とうがらし（しちみ とうがらし）
劇中に登場する売れっ子童話作家のペンネーム。代表作には『イチゴ大統領のニンジン畑』など。前髪で両目を隠してはいるが、かなり男前な人物。正体は、大脳の周囲を一定の期間で回っている小脳が定位置にきた際の、ひざかたさんの別人格。気のいい性格なのか、貯金を全額募金したりする。ひざかたさんと七味先生の意識は共有関係にあり周囲にはひた隠しにしていたが、最終話直前のエピソード「トシさまの最期!!」で衆目の中で変身を起こした事で、ひざかたさん＝七味とうがらし先生であることがばれてしまい、特に七味先生のファンであった姫野かおりからの待遇が以後格段に良くなった事を気に病んで、最終話で単身ほうれん荘を去ろうとする処をきんどーさんに気づかれ、共に人知れずほうれん荘を去る事になる。

### その他のキャラクター
雅子さん（まさこさん）
「アップルハウス」のパート従業員で既婚者。通称はマコ。登場する毎に髪型を変えている。2児の母。母乳で子供を育てている。
おばさん
そうじの叔母であり、母親代わり。苗字は山倉というが、名前は不明。娘の名前は和子。当初は先輩を称する2人の誠実そうな人柄に感銘し、その後ひざかたさんと名家の令嬢とのお見合いをセッティングするが、その際に2人の本性を知ってしまう。その後は何とかそうじを2人から引き離そうとするが失敗し、そうじを守るためにほうれん荘に居座ろうとする。
マンモス稲子（マンモス いねこ）
きんどーさんを「ママ」と慕うオカマであり、きんどーさんの良き理解者。本名は不明だが、関西でストリッパーをしているらしい(6巻18ページより)。
少女A子（しょうじょえーこ）
ピーマン学園内のスケ番たちのリーダー的存在。弱い者いじめを許さない、いわゆる「正義の不良」。喧嘩は滅法強いが、一目惚れしたひざかたさんの前では急に猫を被ったように可愛く振舞ってしまう。やがて仲間と共にマカロニ軍団と親しくなっている。一方でそうじに惚れる敦子にとっては、不良仲間の上にレズの関係でもある彼女はまさに天敵と言える存在。
5組の生徒たち
ピーマン学園の中でも、特に札付きの不良たちが集うクラスの生徒たち。教室は紫煙漂うバクチ場と化しており、2人もしばしば授業妨害のために出張することがある。後に彼らを更生させようとする文子先生によって近所の清掃奉仕活動に従事させられる事になる。なお5組の一人である佐々木雄二君は中学時代にアニキ達の後輩だった。
日の丸屋の店主
近所の駄菓子屋「日の丸屋」の店主。ラムネをただ飲みしたきんどーさんの口車に乗せられて店舗のアダルト路線への拡張を図るも、後に警察の一斉検挙に遭い営業停止処分になる。過去に妻に逃げられており、反抗期の娘と2人暮らし。
ラッシー
ススキ小次郎の飼い犬。名前の由来は『名犬ラッシー』より。長く小次郎の世話をしてきた影響で、2本足で歩き、人間の言葉を話す。また小次郎自身を打ち上げるため、マッチで大砲に点火することができるなど、手先もかなり器用。作品の終盤には、ラッシーを主人公にした回も描かれている。
夢野さん
七味とうがらしの担当編集者。売れっ子作家である七味の破天荒な言動に常に振り回されつつも、原稿を締め切りまでに書き上げさせている。
真実 一郎（しんじつ いちろう）
軍国主義を主張する学生。『マカロニ2』にのみ登場。名前は「真実一路」にちなむ。
組長
中嶋姉妹の父。名前は不明。組の構成員たちには恐れられている存在だが、妻とのいざこざが絶えず、常に家庭不和に悩まされている。組の表向きの土建業の社長でもあり、組長と呼ばれることを嫌い組長と呼んだ構成員たちを「バカヤロウ！、社長と呼べと言っているだろう！！」と叱責する。
安田（やすだ）
中嶋の組の構成員。本人は否定しているが、組長に妻との関係を疑われている。
きんどーさんの娘
名前は美智子。20年前に当時大学生のクマ先生と行った森の中で光っている1本の木を発見し、切り倒した時に出てきた赤ん坊の成長した姿。後に光に包まれ、天空へと帰って行った。

## 書誌情報
- 少年チャンピオンコミックス（全9巻）
  - 一部、連載と掲載の順番が異なり、次の5作品が未収録。
    - 114話　乙女の輝き！！
    - 115話　ニコニコ大戦争！！ - 電子書籍「マカロニほうれん荘【電子コミックス特別編集版】」第3巻にて「<特別収録>単行本未収録エピソード」として収録されている。
    - 116話　スイカ音頭です！！
    - 120話　真夏の夜の夢！！
    - 121話　不良はコワイゾ！！

  - 第2巻では、のちには見られなくなるような表現がまだ残っている。例えば以下のような例。
    - 「哀愁の浜辺」：沖田が驚いて「あわわわわ」と泡を吹きながらカニになるという表現
    - 「荒野のオンザロック」：膝方がサングラスを変形させて「じろっ」と睨みつける表現
- 秋田文庫（全3巻）
  - かなり抜粋された収録である。

## ラジオドラマ
1978年にTBSラジオの「夜はともだち」内「ラジオ劇画」コーナーにて放送。この番組中では高校の校名が「マカロニ学園」とされている。この枠のキャスティングは全てテアトル・エコーが担当していた。
- 沖田 総司：安原義人
- 金藤 日陽：二見忠男
- 膝方 歳三：山田康雄
- 姫野 かおり：松金よね子
- 後藤 熊男：村越伊知郎
- 斎藤 ルミ子：田中真弓
- ススキ 小次郎：納谷悟朗
- 八千草 文子：火野カチ子

## 関連商品
テレビゲーム
- マカロニほうれん荘インタラクティブ（3DO・Win95・Classic Mac OS、1995年、東芝EMI）
各キャラクターの声は吉本興業所属のタレントが担当している。
  - 沖田 総司：清水圭
  - 金藤 日陽：今くるよ（今いくよ・くるよ）
  - 膝方 歳三：チャーリー浜
  - 姫野 かおり：ハイヒールリンゴ（ハイヒール）
  - 後藤 熊男：おかゆうた（おかけんた・ゆうた）
  - 斎藤 ルミ子：小高紀子
  - 伊達 兄樹：ぜんじろう
  - 森田 和広：矢部浩之（ナインティナイン）
  - 沢松 英二：岡村隆史（ナインティナイン）
  - 八千草 文子：未知やすえ
  - 益田 弘美：中西喜美恵
  - 音楽担当：アレステッド・ディベロップメント

ボードゲーム
- 鴨川つばめのマカロニほうれん荘ゲーム（エポック社）

その他
- ゼンマイ歩行式のプラモデル （タカラ（現タカラトミー）） - 商品はドイツ国防軍兵士の恰好をしたトシちゃんと、大日本帝国海軍水兵の恰好をしたきんどーさん。ボックスアートは鴨川の描き下ろし。
- カプセルトイの景品のキャラクター消しゴム

Tシャツ
- オフィシャルマカロニほうれん荘Tシャツ2011.3（むかしむかし）